# Airstrike
Airstrike, il cui vero nome è Dmitri Bukharin è un personaggio dei fumetti, creato da Bill Mantlo (testi) e Carmine Infantino (disegni), pubblicato dalla Marvel Comics. Fa la sua prima apparizione come Dinamo Cremisi in The Invincible Iron Man (Vol. 1) n. 109 (aprile 1978). Mentre la sua apparizione come Airstrike appare in Soviet Super Soldiers n. 1 (novembre 1992), creato da Fabian Nicieza (testi), Angel Medina e Javier Saltares (disegni).

## Biografia del personaggio
Dmitri Bukharin, dopo aver perso la sua armatura da Dinamo Cremisi, confiscata dal governo russo e dal KGB, costruisce una nuova armatura con l'aiuto della tecnologia Stark, ovvero con repulsori e reattore ARC e con una tecnologia molto avanzata. Questa lo dota di superforza, abilità di volo e ipervelocità. Da questo momento ha sempre combattuto al fianco di Iron Man.

## Poteri e abilità
Come Dinamo Cremisi, Dmitri indossava una potente armatura creata dal governo Sovietico. Ciò gli conferiva forza e resistenza sovrumane, la capacità di volare, varie armi da fuoco.
Come Airstrike, dato che la vecchia armatura gli viene confiscata, indossa una nuova armatura; questa gli conferisce invece la capacità di sparare raggi energetici, grande resistenza e la possibilità di volare.